# Deutsche Meisterschaften im 10-km-Straßenlauf

Logo vom Deutschen Leichtathletik-Verband

Deutsche Meisterschaften im 10-km-Straßenlauf werden seit 2001 ausgetragen und sind eine Disziplin der Deutschen Meisterschaften der Leichtathletik, die jährlich im Sommer stattfinden.
Veranstalter ist der Deutsche Leichtathletik-Verband (DLV) in Verbindung mit einem Landes- und ggf. örtlichen Ausrichter.
Es gelten die allgemeinen Ausschreibungsbedingungen des DLV für Deutsche Meisterschaften, wonach "grundsätzlich nur Mitglieder mit einem gültigen Startrecht für einen Verein/LG im Verbandsgebiet des DLV, die im Besitz der Deutsche Staatsangehörigkeit sind" teilnehmen können. Es gilt ein Zielschluss von 40 Minuten für die Klassen Männer, M U23 und Senioren M35 – M45 bzw. von 70 Minuten für die Klassen Frauen, W U23, Seniorinnen W35 – W80 und Senioren M50 – M80.

## Deutsche Meisterschaften im 10-km-Straßenlauf
| Nr. | Jahr | Datum         | Ort            | Austragungsstätte | Ergebnisse                 |
| --- | ---- | ------------- | -------------- | --- | -------------------------- |
| 1.  | 2001 | 23. September | Troisdorf      | schneller Stadtkurs, Start/ZielRathaus                                                                                       | Bericht                    |
| 2.  | 2002 | 7. September  | Salzgitter     | bergiger Stadtkurs, Ziel Marktplatz                                                                                          | Ergebnisliste              |
| 3.  | 2003 | 14. September | Troisdorf      | schneller Stadtkurs | M+U23, W+U23, M-Sen, W-Sen |
| 4.  | 2004 | 19. September | Bad Liebenzell | Rundkurs minimal anders als 2015                                                                                             | Ergebnislisten             |
| 5.  | 2005 | 11. September | Otterndorf     | Innenstadtkurs | Ergebnislisten             |
| 6.  | 2006 | 10. September | Regensburg     | Gewerbepark |                            |
| 7.  | 2007 | 15. September | Mannheim       | Innenstadtkurs, Start/Ziel Nähe Wasserturm                                                                                   | Ergebnislisten             |
| 8.  | 2008 | 13. September | Karlsruhe      | Stadtkurs um den Karlsruher Stadtpark                                                                                        | Ergebnislisten             |
| 9.  | 2009 | 12. September | Otterndorf     | Rundkurs mit Ziel am historischen Rathaus                                                                                    | Ergebnislisten             |
| 10. | 2010 | 11. September | Ohrdruf        | Start/Ziel Sportstätten am Goldberg                                                                                          | Ergebnislisten             |
| 11. | 2011 | 10. September | Oelde          | Rundkurs, Start/Ziel auf dem Marktplatz                                                                                      | Ergebnisliste              |
| 12. | 2012 | 16. September | Nagold         | Innenstadtrundkurs | Ergebnislisten             |
| 13. | 2013 | 15. September | Bobingen       | Rundkurs (Streckenverlauf)                                                                                                   | Ergebnislisten             |
| 14. | 2014 | 7. September  | Düsseldorf     | Innenstadtkurs über Königsallee                                                                                              | Ergebnislisten             |
| 15. | 2015 | 6. September  | Bad Liebenzell | Rundkurs mit Ziel Kurpark | Ergebnislisten             |
| 16. | 2016 | 11. September | Hamburg        | Start: Mönckebergstraße, Ziel: Ballindamm                                                                                    | Ergebnisse                 |
| 17. | 2017 | 3. September  | Bad Liebenzell | Pforzheimer Straße/neue Sporthalle zum Kurhausdamm                                                                           | Ergebnisse                 |
| 18. | 2018 | 2. September  | Bremen         | Start/Ziel am Weserstadion, viermal von dort über die „Rampe Ost“ auf den Osterdeich und über die Tiefer sowie Stader Straße | Ergebnisse                 |
| 19. | 2019 | 15. September | Siegburg       | Start Neue Poststraße, viermal von dort um den Michaelsberg zum Ziel auf dem Marktplatz                                      | Ergebnisse                 |
| –   | 2020 | 20. September | Uelzen         | Streckenführung durch die Uelzener Innenstadt                                                                                | abgesagt                   |
| 20. | 2021 | 31. Oktober   | Uelzen         | |                            |
| 21. | 2022 | 18. September | Saarbrücken    | |                            |
| 22. | 2023 | 10. September | Bad Liebenzell | |                            |
| 23. | 2024 | 3. März       | Leverkusen     | Rundkurs am Bayer-Kreuz | Ergebnisse                 |
| 24. | 2025 | 7. September  | Siegburg       | |                            |

Die Streckenverläufe sind aus einigen Internetquellen zusammengetragen, vor allem den Ausschreibungen, die hier nicht im Einzelnen aufgeführt werden können.